# Micropholis cayennensis
Espèce
Statut de conservation UICN

 LC  : Préoccupation mineure
Classification phylogénétique
Micropholis cayennensis est une espèce de plantes à fleurs de la famille des Sapotaceae. C'est un arbre originaire de Guyane et du Brésil.

## Nom vernaculaire
En Guyane: Balata blanc, bakuman.

## Répartition
L'espèce est présente en Guyane et dans la partie adjacente de l'état d'Amapá au Brésil.

## Conservation
Cet arbre est fréquent sur les pentes boisées et les sommets de collines dans la région de Saül en Guyane.